# Leptura annularis modicenotata
Leptura annularis modicenotata es una subespecie de escarabajo longicornio del género Leptura, categorizada en la tribu Lepturini, de la subfamilia Lepturinae. Fue descrita por Pic en 1901.

## Descripción
Mide 12-15 mm de longitud.

## Distribución
Se distribuye por Japón.